# Hotel Central (Nová Paka)
Hotel Central je jednou z dominant Masarykova náměstí a Nové Paky, která se nachází v Královéhradeckém kraji. Tato novorenesanční třípatrová stavba s výraznými secesními prvky byla postavena v roce 1906, od roku 2016 je kulturní památkou. V současnosti slouží pro konání kulturních akcí, jako kavárna a obchod, přičemž ubytovací funkci nemá.

## Historie
Na místě hotelu Central dříve stál Hostinec u Zlatého hroznu, později z něj byl hotel. Ten byl v roce 1905 zbořen a na jeho místě byl v roce 1906 postaven hotel Central. Od začátku se stal středem kulturního i politického dění ve městě.
V druhé polovině 70. let a první polovině 80. let 20. století proběhla rekonstrukce, která byla dokončena v roce 1982.

### 1989–současnost
Po Sametové revoluci byla budova privatizována. Vystřídala několik majitelů, začala chátrat a provoz tanečních kurzů uvnitř byl ukončen v roce 2002. Později budova sloužila pro prodej levného textilu. 
Kolem roku 2013 několik lidí z místního sboru Jednoty bratrské začalo uvažovat o obnovení funkcí hotelů. V roce 2014 hotel odkoupili od Vojtěcha Kubálka z Kladna. Po roce od odkoupení se zde začaly pořádat první koncerty. Došlo k výměně vodoinstalace, elektroinstalace či topení. V roce 2016 zde byla otevřena kavárna, začaly se zde konat taneční kurzy, plesy, módní přehlídky či další kulturní události. Město Nová Paka několikrát přispělo na rekonstrukce, například na výmalbu zdejšího velkého sálu nebo rekonstrukci oken. Velká část rekonstrukčních prací proběhla díky výpomoci dobrovolníků
Od roku 2016 je Hotel Centrál vyhlášen kulturní památkou. Později Ministerstvo kultury finančně podpořilo rekonstrukci podloubí hotelu. V budoucnu se plánuje také rekonstrukce ubytovacích jednotek, aby mohl objekt sloužit jako hotel.

## Popis
Stavba má obdélníkový půdorys, nachází se v jižní uliční frontě na náměstí TGM. V uliční úrovni je budova zvýšená a po obou stranách navazuje na podloubí, které je vyneseno šesti kvádrovými sloupy. Nad prvním podlažím se nachází profilovaná římsa. Průčelí je děleno šesti vertikálními pilastry, má pestrou secesní výzdobu v podobně štuků, maskaronů, štítků a čabrak. Uprostřed fasády nad podloubím se nachází balkón s kovovým zábradlím. Sdružená nebo jinak členěná okna mají zdobené parapety, nadokenní římsy a šambrány. Zadní fasáda objektu nemá výzdobu žádnou.

## Fotogalerie

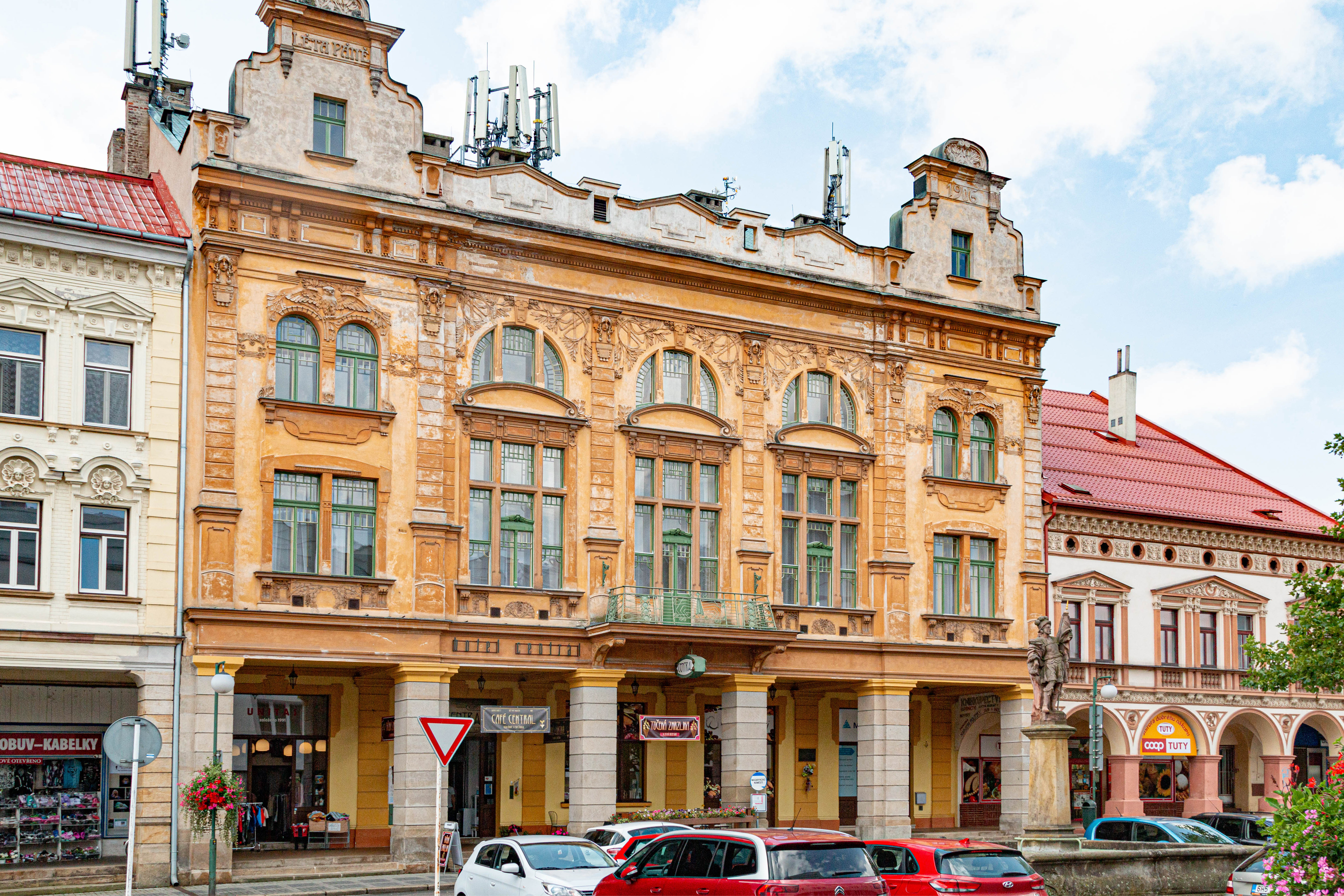
Hotel Central v Novém Pace
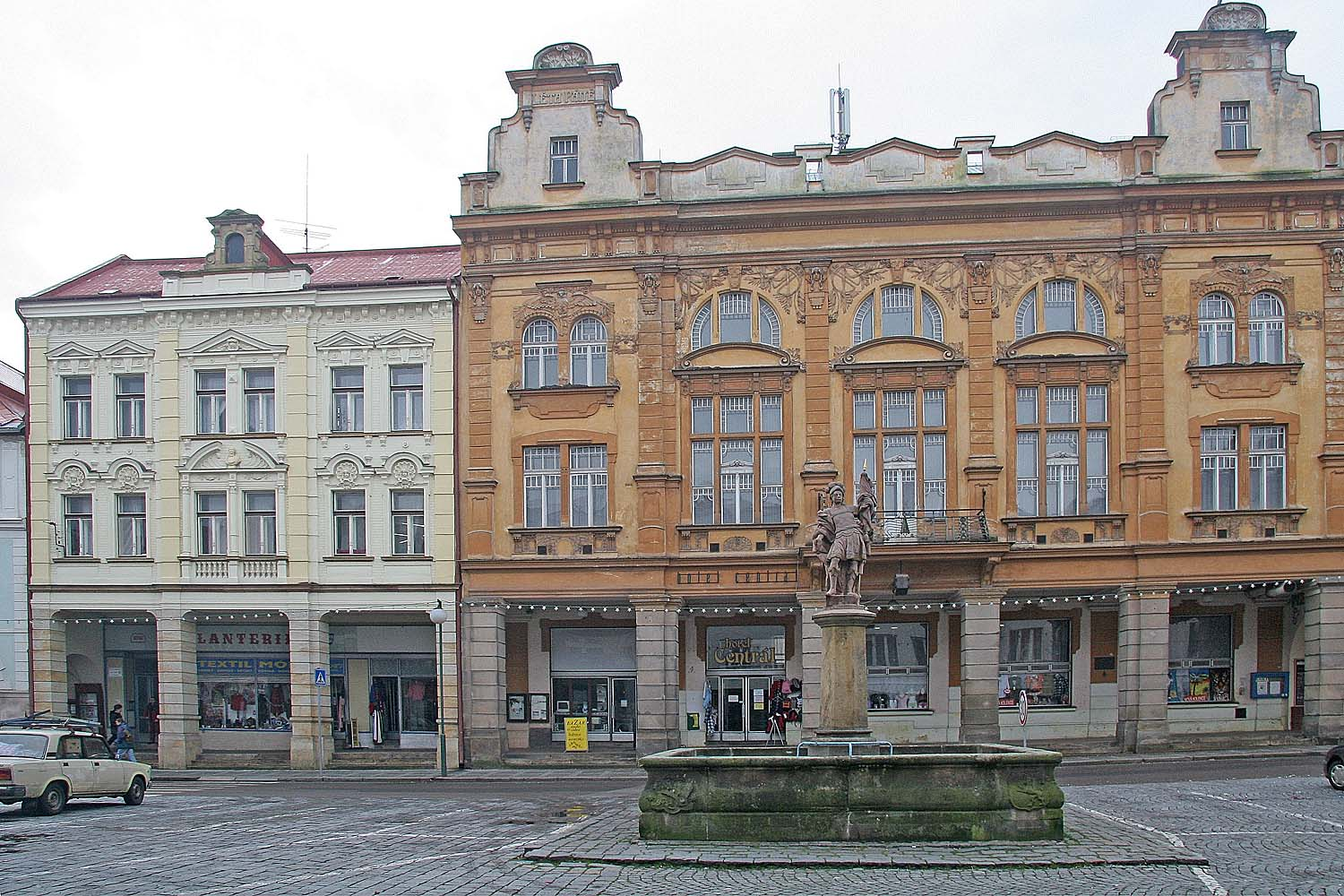
Hotel Central s kašnou